# Умеренный морской климат
Умеренный морской климат — климат, формирующийся над океанами и распространяющийся на прилегающие к ним части материков. Является умеренным и морским климатом.
Характеризуется положительными среднегодовыми температурами, низкой суточной и годовой амплитудой, мягкой зимой, нежарким летом, повышенной влажностью, значительным количеством осадков (в среднем 900—1300 мм в год). Сильно различается количество осадков с разных сторон меридионально расположенных горных хребтов: например, в Европе, в Бергене (западнее Скандинавских гор) осадков выпадает более 2500 мм в год, а в Стокгольме (восточнее Скандинавских гор) — лишь 540 мм; в Северной Америке, западнее Каскадных гор среднегодовое количество осадков 3—6 тыс. мм, восточнее — 500 мм. Годовой минимум и максимум температуры попадает на февраль и август соответственно (в северном полушарии, в южном — наоборот), в отличие от континентального климата, где минимум и максимум приходится на январь и июль соответственно (в северном полушарии, в южном — наоборот). Это объясняется высокой теплоёмкостью воды.
Умеренный морской климат характерен аномально мягкой зимой для умеренных широт, средняя температура даже самого холодного месяца — февраля, может быть положительной и примерно соответствовать средней температуре зимних месяцев субтропического пояса. Постоянный снежный покров также не образуется. В то же время средняя температура самого тёплого месяца — августа — значительно ниже, чем в континентальных районах на аналогичных широтах.